# 52e Grammy Awards

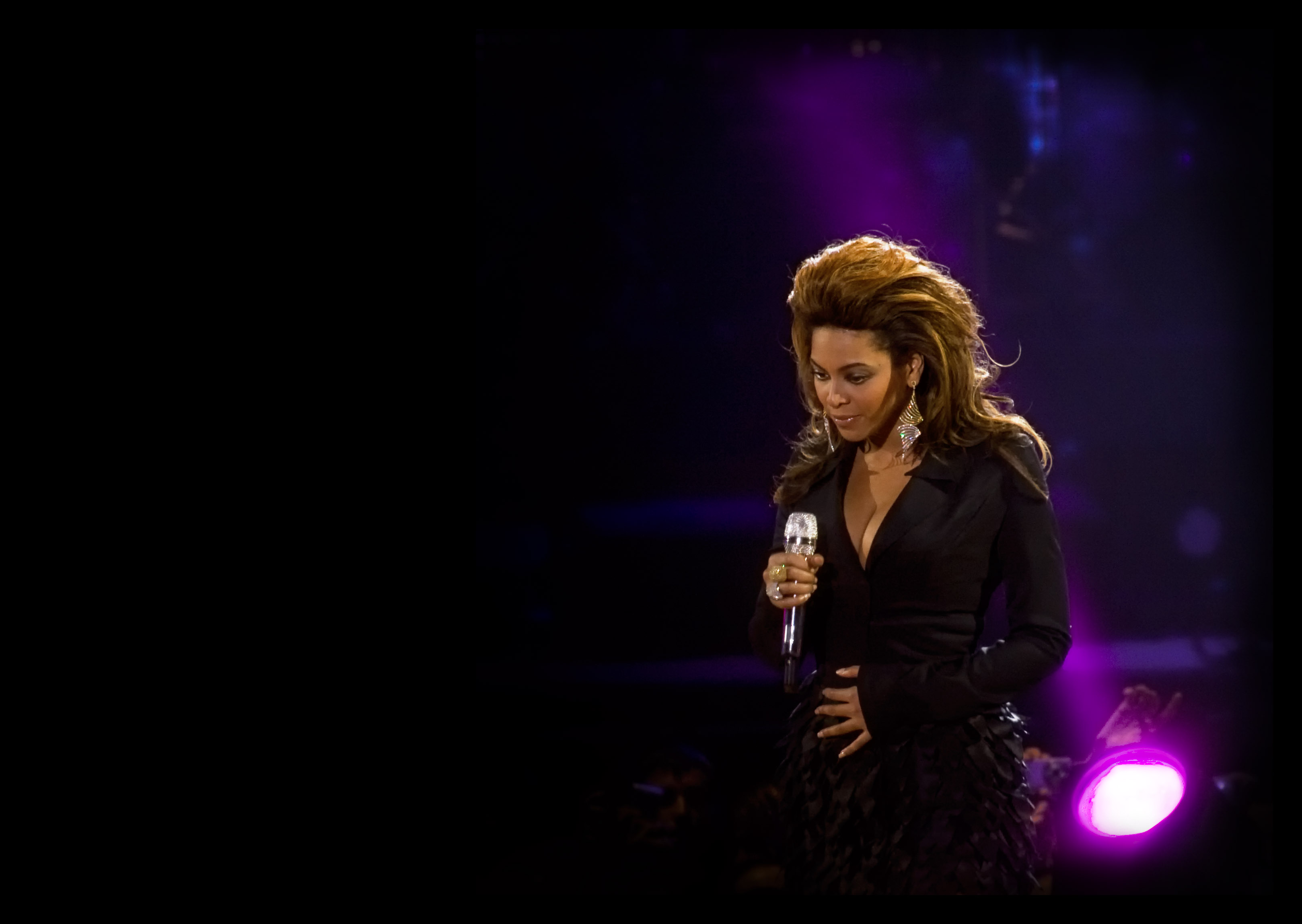
Beyoncé werd de grote winnaar van de Grammy's met zes awards. Geen enkele vrouwelijke artiest won ooit meer awards op één avond.

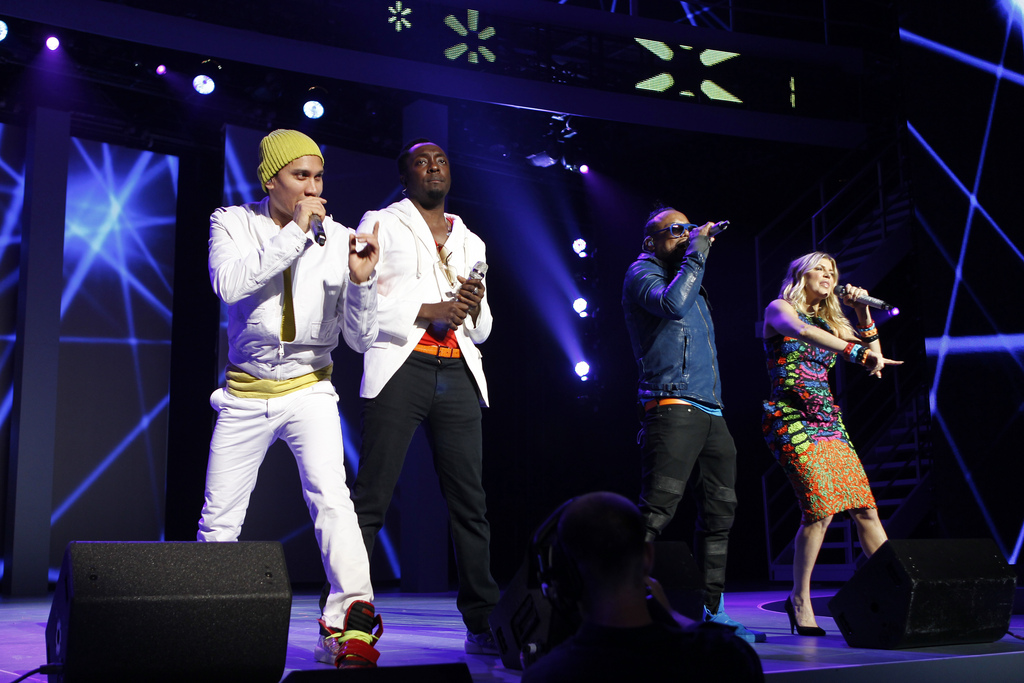
Black Eyed Peas, een van de vele genomineerde groepen wonnen drie Grammy's waaronder die voor beste videoclip.

De 52e Grammy Awards vonden plaats op 31 januari 2010 in het Staples Center in Los Angeles ter ere van de beste muziek voor het van 2009 inclusief eind 2008.. Neil Young werd op 29 januari, twee dagen voorafgaand aan de Grammy-uitzending, uitgeroepen tot MusiCares Person of the Year 2010. De nominaties werden aangekondigd op 2 december 2009. De show werd verplaatst naar januari omwille van de Olympische Winterspelen van 2010 in Vancouver . Slechts tien van de 109 onderscheidingen werden tijdens de uitzending in ontvangst genomen.  De overige prijzen werden uitgereikt tijdens een ceremonie die niet uitgezonden werd. 
Beyoncé, die de meeste nominaties ontving, namelijk tien, won in totaal zes prijzen waarmee ze het record verbrak van de meeste overwinningen door een vrouwelijke artiest in één avond. Taylor Swift won vier Grammy's, terwijl The Black Eyed Peas, Jay-Z en Kings of Leon er drie wonnen. Artiesten die twee keer in de prijzen vielen, zijn onder meer AR Rahman, Colbie Caillat, Eminem, Kanye West, Lady Gaga, Maxwell, Jason Mraz en Rihanna . Judas Priest, AC / DC en Imogen Heap wonnen elk voor het eerst in hun carrière een Grammy.
Fearless Taylor Swift werd bekroond met de Grammy Award voor Album van het Jaar. Ze was op dat moment met haar 20 jaar de jongste artiest die deze Grammy won. Zac Brown Band ontving de Grammy Award voor beste nieuwe artiest en werd de vierde countrymuziekact die ooit de prijs won. 

## Awards
Een selectie van de 109 awards die uitgereikt werden:

### Algemeen
Album van het jaar
- Fearless - Taylor Swift
- I Am... Sasha Fierce Sasha Fierce - Beyoncé
- The END - The Black Eyed Peas
- The Fame - Lady Gaga
- Big Whiskey en de GrooGrux King - Dave Matthews Band

Record of the year
- Use Somebody - Kings of Leon
  - Jacquire King & Angelo Petraglia, producenten; Jacquire King, ingenieur / mixer

 Song of the year
- Single Ladies (Put a Ring on It)
  - Thaddis Harrell, Beyoncé Knowles, Terius Nash & Christopher Stewart, songwriters

 Beste nieuwe artiest
- Zac Brown Band

### Pop
- Beste vrouwelijke popvocale uitvoering
  - Halo - Beyoncé

- Beste mannelijke popvocale uitvoering
  - Make It Mine - Jason Mraz

- Beste popuitvoering door een duo of groep 
  - I Gotta Feeling - Black Eyed Peas

- Beste popsamenwerking
  - Lucky - Jason Mraz & Colbie Caillat

- Best Pop Vocal Album
  - The E.N.D. - The Black Eyed Peas

### Dance
- Best Dance Recording
  - Poker Face - Lady Gaga

- Best Electronic/Dance Album
  - The Fame - Lady Gaga

### R&B
- Best Female R&B Vocal Performance
  - "Single Ladies (Put a Ring on It)" - Beyoncé

- Best Male R&B Vocal Performance
  - "Pretty Wings" -  Maxwell

- Best R&B Performance by a Duo or Group with Vocals
  - "Blame It" - Jamie Foxx & T-Pain

- Best Traditional R&B Vocal Performance
  - "At Last" - Beyoncé
- Best Urban/Alternative Performance
  - "Pearls" - India.Arie & Dobet Gnahore

- Best R&B Song
  - "Single Ladies (Put a Ring on It)" - Beyoncé
- Best R&B Album
  - BLACKsummers'night - Maxwell
- Best Contemporary R&B Album
  - I Am... Sasha Fierce - Beyoncé

### Rap
- Best Rap Solo Performance
  - "D.O.A. (Death Of Auto-Tune)" – Jay-Z
- Best Rap Performance by a Duo or Group
  - "Crack A Bottle" – Eminem, Dr. Dre & 50 Cent
- Best Rap/Sung Collaboration
  - "Run This Town" – Jay-Z, Rihanna & Kanye West
- Best Rap Song
  - "Run This Town"
  - (Jay-Z, Rihanna & Kanye West)
- Best Rap Album
  - Relapse – Eminem

### Rock
- Best Solo Rock Vocal Performance
  - "Working on a Dream" - Bruce Springsteen
- Best Hard Rock Performance
  - "War Machine" - AC/DC
- Best Metal Performance
  - "Dissident Aggressor (live)" - Judas Priest
- Best Rock Instrumental Performance
  - "A Day in the Life" - Jeff Beck
- Beste Rock Performance door een duo of groep 
  - Use Somebody - Kings of Leon

### Country
- Best Country Album
  - Fearless - Taylor Swift
- Best Country Song
  - White Horse Song - Taylor Swift

### New Age
- Best New Age Album
  - Prayer for Compassion - David Darling

### Jazz
- Best Contemporary Jazz Instrumental Album
  - 75 - Joe Zawinul & The Zawinul Syndicate
- Best Jazz Vocal Album
  - Dedicated to You: Kurt Elling Sings the Music of Coltrane and Hartman - Kurt Elling
- Best Jazz Instrumental Performance
  - "Dancin' 4 Chicken" - Terence Blanchard
- Best Jazz Instrumental Album
  - Five Peace Band Live - Chick Corea & John McLaughlin Five Peace Band
- Best Large Jazz Ensemble Album
  - Book One - New Orleans Jazz Orchestra
- Best Latin Jazz Album
  - Juntos Para Siempre - Bebo Valdés & Chucho Valdés

### Gospel
- Best Gospel Performance
  - "Wait on the Lord" - Donnie McClurkin & Karen Clark Sheard

- Best Gospel Song
  - "God in Me" - Mary Mary Featuring Kierra Sheard

- Best Rock or Rap Gospel Album
  - Live Revelations - Third Day

- Best Pop/Contemporary Gospel Album
  - The Power of One - Israel Houghton

- Best Southern/Country/Bluegrass Gospel Album
  - Jason Crabb - Jason Crabb

- Best Traditional Gospel Album
  - Oh Happy Day: An All-Star Music Celebration - Various Artists

- Best Contemporary R&B Gospel Album
  - Audience Of One - Heather Headley

### Latin
- Best Latin Pop Album
  - Sin Frenos - La Quinta Estación

- Best Latin Rock, Alternative or Urban Album
  - Los de Atras Vienen Conmigo - Calle 13

- Best Tropical Latin Album
  - Ciclos - Luis Enrique

- Best Regional Mexican Album
  - Necesito de Ti - Vicente Fernández

- Best Banda Album
  - Tu Esclavo y Amo - Lupillo Rivera

### Klassiek
- Best Classical Album
  - Mahler: Symphony No. 8; Adagio From Symphony No. 10

### Productie, klassiek
- Best Engineered Album, Classical
  - Mahler: Symphony No. 8; Adagio From Symfonie nr. 10

### Productie
- Beste producer
  - Steven Epstein

### Videoclip
- Beste muziekvideo (shot)
  - Boom Boom Pow - The Black Eyed Peas

### Film, TV and other visual media
- Beste compilatie Soundtrack Album
  - Slumdog Millionaire - Various Artists, A. R. Rahman (producer), P. A. Deepak (mix engineer)

## Speciale verdiensten
- MusiCares Persoon van het jaar
  - Neil Young

- Lifetime Achievement Award-winnaars
  - Leonard Cohen
  - Bobby Darin (postuum)
  - David "Honeyboy" Edwards
  - Michael Jackson (postuum)
  - Loretta Lynn
  - André Previn
  - Clark Terry

## Artiesten met meerdere nominaties en prijzen
De volgende artiesten ontvingen meer dan twee nominaties:
- Tien: Beyoncé
- Acht: Taylor Swift
- Zes: The Black Eyed Peas, Maxwell en Kanye West
- Vijf: Jay-Z
- Vier: Kings of Leon, Lady Gaga
- Drie: Colbie Caillat, Eminem